# História primitiva

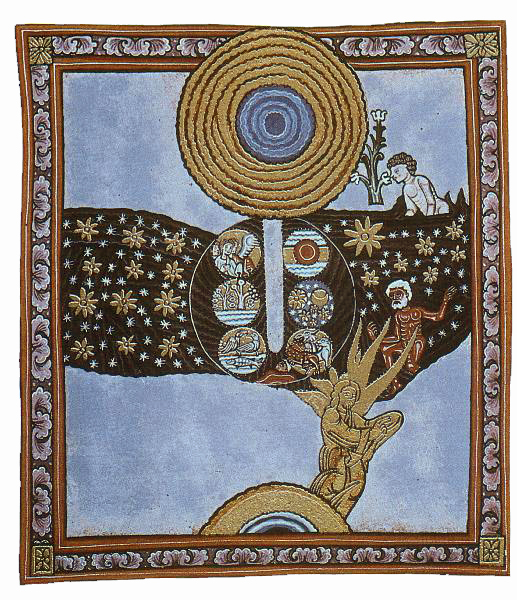
Os seis dias da criação

A história primitiva é o nome dado pelos estudiosos da Bíblia aos primeiros 11 capítulos do Livro do Gênesis, a história dos primeiros anos da existência do mundo . 
Conta como Deus criou o mundo e todos os seres vivos incluindo o primeiro homem e a primeira mulher (Adão e Eva) em seu Jardim do Éden, como o primeiro casal é expulso da presença de Deus, o primeiro assassinato que se segue e a decisão de Deus de destruir o mundo e salvar apenas o justo Noé e seus filhos; uma nova humanidade então descende desses filhos e se espalha pelo mundo, mas, embora o novo mundo seja tão pecaminoso quanto o antigo, Deus resolveu nunca mais destruir o mundo pelo dilúvio, e a história termina com Terá, o pai de Abraão, de quem descenderá o povo escolhido de Deus. 

## Estrutura e conteúdo
A história contém algumas das histórias mais conhecidas da Bíblia, além de várias genealogias, estruturadas em torno da repetição quíntupla na fórmula toledot ("Estas são as gerações de..."): 
- O toledot do céu e da terra ( Gênesis 1:1 –4:26)
  - A narrativa da criação do Gênesis (o Hexamerão combinado ou história da criação cósmica de seis dias de Gênesis 1 e a história da criação centrada no homem de Gênesis 2)
  - A narrativa do Éden (a história de Adão e Eva e como eles foram expulsos da presença de Deus)
  - Caim e Abel e o primeiro assassinato
- O livro do toledot de Adão (5:1–6:8) (o hebraico inclui a palavra "livro")
  - a primeira das duas genealogias do Gênesis, os queneus, descendentes de Caim, que inventam vários aspectos da vida civilizada
  - a segunda genealogia, os descendentes de Set, o terceiro filho de Adão, cuja linhagem leva a Noé e a Abraão
  - os Filhos de Deus que acasalam com as "filhas dos homens"; os Nefilim, "homens de renome"; As razões de Deus para destruir o mundo (primeiro relato)
- O toledot de Noé (6–9:28)
  - As razões de Deus para trazer o Dilúvio (segundo relato), sua advertência a Noé e a construção da Arca
  - a narrativa do dilúvio no Gênesis em que o mundo é destruído e recriado
  - A aliança de Deus com Noé, na qual Deus promete nunca mais destruir o mundo pela água
  - Noé, o lavrador (a invenção do vinho), sua embriaguez, seus três filhos e a maldição de Canaã
- O toledot dos filhos de Noé (10:1–11:9)
  - a Tabela das Nações (os filhos de Noé e as origens das nações do mundo) e como eles se espalharam pela Terra através da Torre de Babel )
- O toledot de Sem (11:10-26)
  - os descendentes de Noé na linhagem de Sem até Terá, o pai de Abraão

## Histórico de composição